# Virginia Zeani
Virginia Zeani   (Solovăstru, 21 d'octubre de 1925 - West Palm Beach, 20 de març de 2023) fou una soprano romanesa particularment associada amb el repertori italià lirico-spinto.

## Biografia
Nascuda Virginia Zehan, va estudiar a Bucarest amb Lídia Lipkóvskaia i a Milà amb Aureliano Pertile. Va debutar el 1948 a Bolonya com Violetta de La Traviata de Giuseppe Verdi, paper que cantà en més de 650 representacions durant la seva carrera. Va cantar principalment a Itàlia i posteriorment a Londres, Viena, París, Leningrad, Moscou, Filadèlfia, Mèxic, Belgrad, Dublín, Houston, Zúric, Montecarlo, l'Arena de Verona, el Liceu de Barcelona i el Metropolitan Opera de Nova York, aquest darrer el 1966.
El seu debut a La Scala de Milà va tenir lloc el 1956 com a Cleòpatra a Giulio Cesare de Händel. En aquella ocasió va conèixer el baix Nicola Rossi-Lemeni, amb qui es va casar. L'any següent tornà a participar en aquest teatre milanès en l'estrena mundial de Dialogues des Carmélites de Francis Poulenc en el rol protagonista de Blanche. De Poulenc va cantar també La Voix humaine.
Els seus personatges principals van ser el protagonisa de Lucia di Lammermoor, Gilda de Rigoletto, Elvira de I Puritani, els principals de Linda di Chamounix, de Maria di Rohan, de Madama Butterfly, de Thaïs, de Manon Lescaut, de Tosca, de Fedora, d'Adriana Lecouvreur, d'Aida, Desdémona a Otello, de Leonora, Lina de Stiffelio, Elsa de Lohengrin, Senta de Der fliegende Holländer, les quatre heroïnes d'Els contes de Hoffmann d'Offenbach i Magda Sorel de The consul de Gian Carlo Menotti.
Durant la seva llarga carrera va cantar amb tots els grans tenors de diverses generacions: Beniamino Gigli, Ferruccio Tagliavini, Carlo Bergonzi, Alfredo Kraus, Luciano Pavarotti o Plácido Domingo. Es va retirar el 1983 per ensenyar al conservatori de Bloomington a la Universitat d'Indiana.
En morir Rossi-Lemeni el 1991, Virginia es va retirar a West Palm Beach (Florida), on va ensenyar a joves cantants, incloent-hi Marilyn Mims, Susan Patterson, Sylvia McNair, Elizabeth Futral, Vivica Genaux, Angela Brown, Mark Nicolson, Leah Partridge i Heidi Klassen.